# Freedom Fighters (Scandal-dal)
A Freedom Fighters (stilizálva FREEDOM FIGHTERS) a Scandal japán pop-rock együttes dala, amely 2017. február 15-én jelent meg a Scandal című válogatásalbumukon. A dal szövegét a zenekar dobosa, Rina, zenéjét pedig az együttes szólógitárosa, Mami írta, producere Kavagucsi Keita volt.
A dal szövegével elsősorban az életüket meghatározó döntések előtt álló alsó- és felső-középiskolás diákokat akarták bátorítani arra, hogy nem feltétlenül kell a szüleik által kijelölt utat választaniuk, hanem bátran induljanak el a szívükhöz közelebb álló irányvonalon. A dalt kedvezően fogadták a rajongók, az a 100. helyezést érte el a Billboard Japan Hot 100 slágerlistáján és az elsőt a Radio Television Hong Kong J-pop-listáján.

## Háttér
A dalt először 2016. december 26-án, a Kaettekita Best Xmas (帰ってきたBEST☆Xmas; Visszatért a legjobb karácsony) című szólókoncertjükön adták elő, rádiós bemutatkozása ugyanazon napon, a Tokyo FM J-Wave: Groove Line Z című műsorában volt.

## Kompozíció
A Freedom Fighters az együttes 2017. február 15-én, Bálint-napon megjelent Scandal című válogatásalbumára került fel, a másik új dal, a Hello kompenzálásaként. A Hello egy szomorkás, szerelmes popdal, ezzel szemben a Freedom Fighters nagyon „hangos”, kemény rockszám, koncertdal. A dal szövege elsősorban az alsó- és felső-középiskolás diákokat szólítja meg , arra biztatja őket, hogy nem feltétlenül kell a szüleik által kijelölt vagy a stabilabbnak tűnő utat választaniuk, helyette inkább a saját akaratuk szerint hozzák meg a döntéseiket és éljék az életüket. A dal szövegének kulcsmondata a Szuki na mirai vo erabenai nante / dókasiteru jo (好きな未来を選べないなんて / どうかしてるよ, ’Az valahogy nem passzol, ha nem tudjuk kiválasztani a számunkra tetsző jövőt’).
A dal elkészítése során először Rina megírta annak szövegét, ami ugyanúgy a „szabadság” témájára összpontosít, mint a Sisters, amit azonban címe miatt sokan nőknek szóló „éljenződalnak” véltek, ezért Szuzuki újra körbe akarta járni a témát. A szám zenéje „heves”, amit Mami a ritmusszekciót megcélzó „szerelmes levélként” írta meg, és ugyan Haruna kedvenc énekstílusa passzolt volna a dalhoz, azonban ő is kihívást akart maga elé gördíteni, így egy korábban még nem próbált módon énekelte fel a szöveget.
A szám ugyan nem kapott videóklipet, azonban stúdiókoncert-felvételben mégis felkerült az együttes YouTube-csatornájára.

## Slágerlistás helyezések
A Freedom Fighters a 100. helyen mutatkozott be a Billboard Japan Hot 100 slágerlistáján, illetve az elsőn a hongkongi Radio Television Hong Kong J-pop-listáján. A dal az RTHK International Pop Poll Awards zenei díjátadó bronz fokozatát is elnyerte a „legjobb japán aranydal” kategóriában.
| Slágerlista (2017)                     | Helyezés |
| -------------------------------------- | -------- |
| Billboard Japan Hot 100                | 100      |
| Radio Television Hong Kong J-pop-lista | 1        |